# Moskwa (Polsko)
Moskwa je vesnice v Polsku, nacházející se v Lodžském vojvodství, ve východní lodžské oblasti, v obci Nowosolna, v krajinném parku Lodžské vrchy. Žije zde 221 obyvatel.
V letech 1975–1998 se obec nacházela v tehdejším Lodžském vojvodství Polské lidové republiky.
První zmínka o této obci pochází z roku 1418. Podle informací ze 16. století patřila Moskwa rodině Skoszewských ze Skoszewy.
Legenda spojuje založení obce s Konstantynem Plichtou, který po návratu z výpravy do Moskvy založil stejnojmennou vesnici. Až do vyhoření na konci 18. století byla sídlem rodu Plichtů, kteří později své sídlo přenesli do nedaleké vesnice Byszewy.
| SIMC    | Název     | Typ          |
| ------- | --------- | ------------ |
| 1039435 | Jerzmanów | část vesnice |
| 0414204 | Laski     | část vesnice |